# Quiero amarte (banda sonora)
Quiero amarte es la banda sonora de la telenovela mexicana Quiero amarte. Fue lanzada el 29 de abril de 2014 bajo el sello discográfico Sony music.
El álbum incluye el tema principal «Quiero amarte» interpretado por Armando Manzanero, Samo, Noel Schajris, Reik, Juan Pablo Manzanero y Carlos Macías, el cual fue lanzado a la venta el 11 de marzo de 2014 a través de descarga digital.

## Sencillos
El 3 de octubre de 2013 se anunció los artistas que interpretarían el tema principal de la telenovela mexicana Quiero amarte. El tema principal, «Quiero amarte», es interpretado por Armando Manzanero, Samo, Noel Schajris, Reik, Juan Pablo Manzanero y Carlos Macías. El 16 de octubre de 2013 se interpretó el tema por primera vez en la presentación de la telenovela. El 11 de marzo de 2014 se lanza el sencillo a la venta en descarga digital.
El tema fue nominado en los Premios TVyNovelas 2015 como mejor tema musical. El sencillo fue interpretado en la premiación por el cantante mexicano Samo, el cantante argentino Noel Schajris, Juan Pablo Manzanero y Carlos Macías.

## Lista de canciones
- Edición estándar

| Quiero amarte | |          |  |
| N.º           | Título                                                                                               | Duración |  |
| 1.            | «Quiero amarte» (Armando Manzanero, Samo, Noel Schajris, Reik, Juan Pablo Manzanero y Carlos Macías) | 2:45     |  |
| 2.            | «Nos hizo falta tiempo» (Armando Manzanero)                                                          | 4:07     |  |
| 3.            | «Somos» (Juan Pablo Manzanero)                                                                       | 3:24     |  |
| 4.            | «Mariana» (Juan Pablo Manzanero)                                                                     | 3:04     |  |
| 5.            | «Son esas cosas» (Armando Manzanero)                                                                 | 3:17     |  |
| 6.            | «Por debajo de la mesa» (Armando Manzanero)                                                          | 3:59     |  |
| 7.            | «Somos novios» (Armando Manzanero)                                                                   | 2:36     |  |
| 8.            | «Te extraño» (Tania Libertad y Armando Manzanero)                                                    | 2:58     |  |
| 9.            | «Úneme» (Juan Pablo Manzanero)                                                                       | 3:33     |  |
| 10.           | «No» (Armando Manzanero)                                                                             | 1:55     |  |
| 11.           | «Como yo te amé» (Armando Manzanero)                                                                 | 3:31     |  |
| 12.           | «Quiero amarte» (Versión acústica)                                                                   | 2:41     |  |
| 13.           | «Somos» (Versión acústica)                                                                           | 3:24     |  |
| 14.           | «Nos hizo falta tiempo» (Tania Libertad)                                                             | 3:51     |  |
| 42:25         | |          |  |